# دلكيات
الدُّلّكِيَّات أو دبور الصرصور الأسود هي فصيلة من الزنابير الطفيلية. يبلغ عددهم نحو 20 جنسًا موجودًا تحتوي على أكثر من 400 نوعًا موصوفًا وتوجد في جميع أنحاء العالم باستثناء المناطق القطبية. يرقات هذه الدبابير المنفردة هي طفيليات تتغذى على الصراصير وتتطور داخل جراب بيض مضيفها. من أجناسها الدُّلَكَة.